# Reinsburg

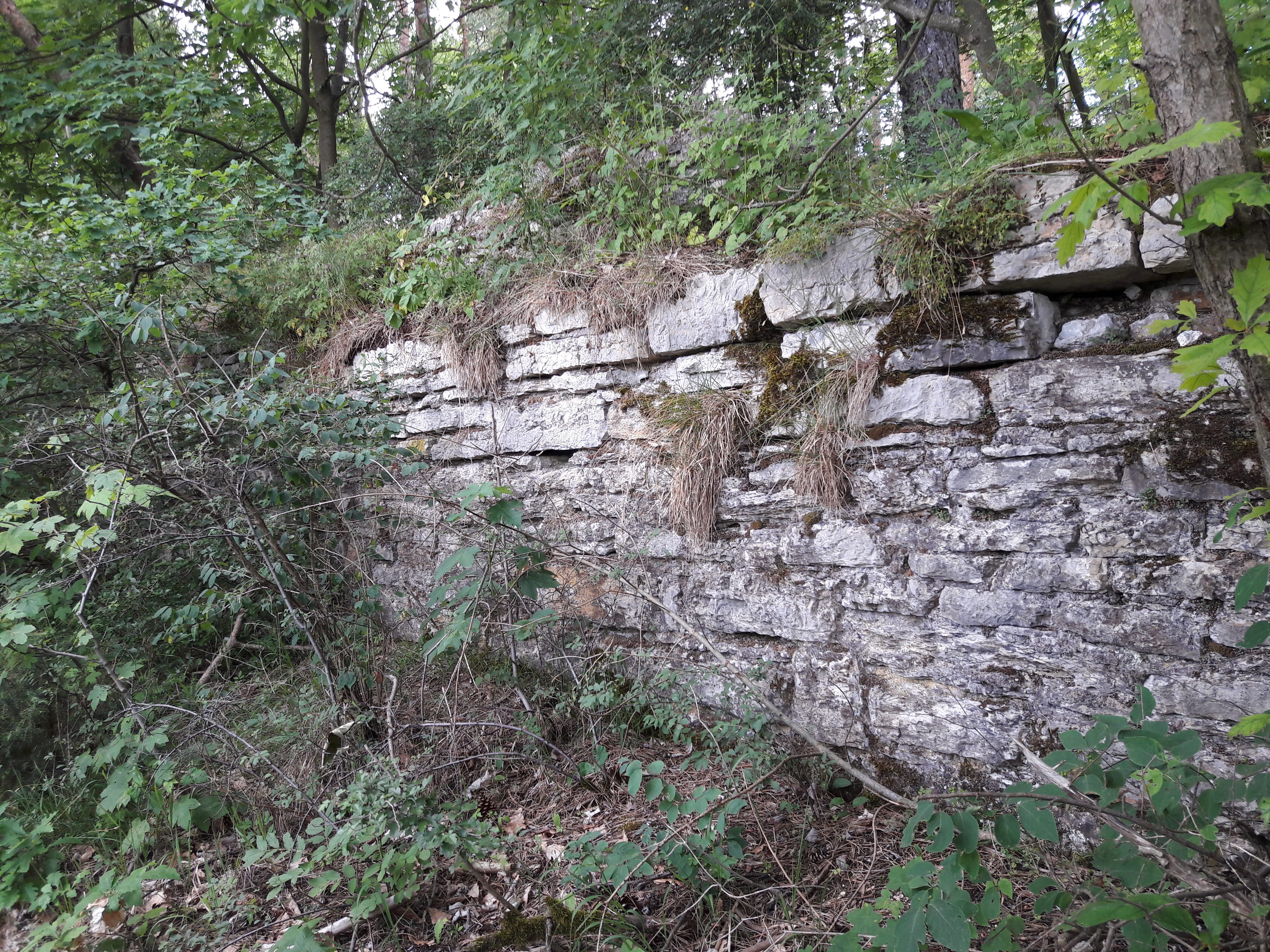
Mauerreste der Reinsburg

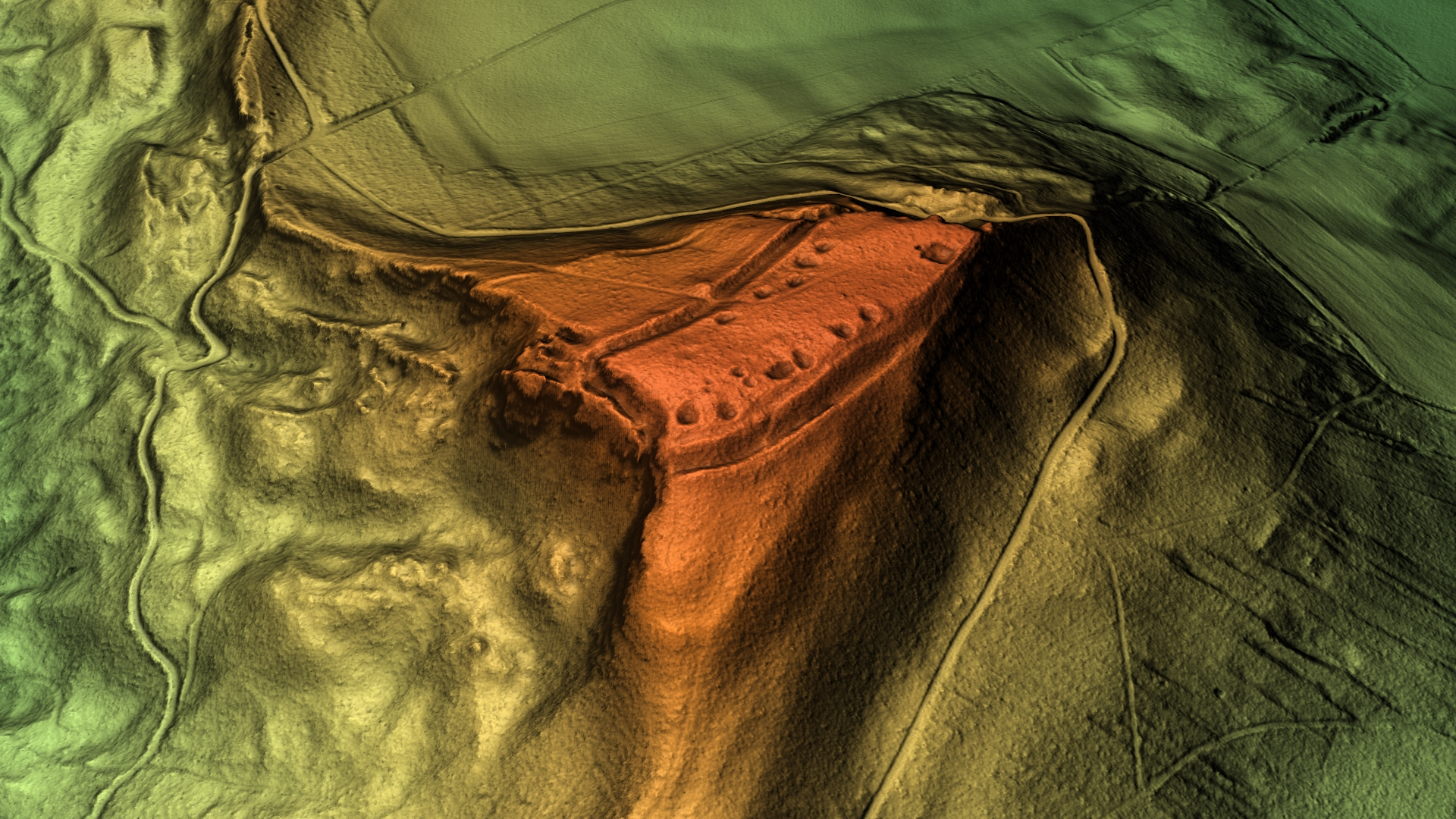
3D-Ansicht des digitalen Geländemodells

Die Reinsburg ist die Burgruine einer Kammburg in den Thüringer Reinsbergen. Sie befindet sich zwischen Kleinbreitenbach, Reinsfeld und Schmerfeld.

## Geschichte
Unbekannt ist die Zeit der Errichtung der Reinsburg. Das Alter der aufgeschütteten Erdwälle deutet auf eine Wallburg hin, die bereits vor der mittelalterlichen Befestigungsanlage an diesem Platz stand. Zeitweilig gehörte sie zur Grafschaft Kevernburg und sicherte die Handels- und Heereswege in den Tälern der Gera und der Wipfra. Ab der zweiten Hälfte des 13. Jahrhunderts fand ein Besitzerwechsel statt, vor allem die Literatur des 19. Jahrhunderts spricht mehrfach von sogenannten Raubrittern bzw. einem Raubschloss. Letztmals erstürmt wurde sie wahrscheinlich im Jahr 1289 oder 1290 im Zuge eines Feldzugs des römisch-deutschen Königs Rudolf von Habsburg, der den Landfrieden zum Ziel hatte und zur Zerstörung von insgesamt 66 Burgen in Thüringen führte.

## Beschreibung
Die Grundmauern der Reinsburg sind in unregelmäßiger, annähernd ovaler Form angelegt und etwa 60 Meter lang. Damit war sie die größte aller Burgen an den Hängen der Gera. Die Trümmer der Gebäude befinden sich im südöstlichen Bereich des ehemaligen Burggeländes, das rund 600 Meter über dem Meeresspiegel liegt. Die Vermutung, dass ein unterirdischer Gang die Reinsburg mit der Plaueschen Ehrenburg verband, fand einige Anhaltspunkte, konnte jedoch nicht bestätigt werden. Den Reliefdaten ist zu entnehmen, dass die Burg auf einer Seite eine zusätzlich Sicherung durch einen vorgelagerten Abschnittswall hatte.

## Volkssagen
Nach einer Volkssage wohnte „in grauer Vorzeit“ ein Riese auf der Reinsburg und einer anderen Riese auf dem Singer Berg. Beide Riesen lebten in einer dauerhaften Fehde. Kleinere Wesen versetzten die Riesen von einem Ort zum nächsten, und der Sage nach stritten sie eines Tages zum bloßen Zeitvertreib: Der Riese auf der Reinsburg warf einen mächtigen Streithammer Richtung Singer Berg, verfehlte aber sein Ziel und traf schließlich die Stelle, an der später der Ort Hammersfeld entstand. Zornig warf der Riese auf dem Singer Berg einen großen Klumpen Schmer (entweder Schmalz oder Schlamm) Richtung Reinsburg, verfehlte aber ebenfalls sein Ziel und traf die Stelle, an der später Schmerfeld gegründet wurde.
Eine andere Volkssage erzählt von unverbrauchten Vorräten an köstlichem Wein in den verschütteten Kellern der Reinsburg, die eines Tages an die Oberfläche gelangen und „ganz Thüringen“ überfluten werden.